# Comunità Montana del Matese
Die Comunità Montana del Matese ist eine Vereinigung aus siebzehn Gemeinden in der italienischen Provinz Caserta in der Region Kampanien.
Das Gebiet der Comunità Montana del Matese umfasst die Gemeinden rund um das Massiv Montana del Matese.
In den siebzehnköpfigen Rat der Comunità entsenden die Gemeinderäte der beteiligten Kommunen je ein Mitglied.

## Mitglieder
Die Comunità umfasst folgende Gemeinden:
| - Ailano - Alife - Capriati a Volturno - Castello del Matese - Ciorlano - Fontegreca - Gallo Matese - Gioia Sannitica - Letino | - Piedimonte Matese - Prata Sannita - Pratella - Raviscanina - San Gregorio Matese - San Potito Sannitico - Sant’Angelo d’Alife - Valle Agricola |